# Ковпик Федір Терентійович
Федір Терентійович Ковпик  (1903, Малий Ржавець, Канівський повіт, Київська губернія — 1970) — український радянський діяч вищої освіти, директор Харківського державного бібліотечного інституту у 1947—1952 роках. Учасник Німецько-радянської війни. Дослідник у галузі макаренкознавства.

## Життєпис

### Рання біографія
Федір Ковпик народився у 1903 році у селі Малий Ржавець, Канівського повіту, Київської губернії у бідній українській селянській родині. По закінченню місцевої семирічної школи, у 1921 році, працював у сільському господарстві. Потім поступив до Корсунського педагогічного технікуму, який закінчив у 1926 році. Продовжив навчання у Кубанському агрономічному педагогічному інституті, одночасно працюючи у сільських школах Київщини вчителем суспільствознавства. У березні 1932 року став членом коміністичної партії. По закінченню інституту у 1932 році, працював завідувачем школи, очолював Краснодарський педагогічний, Київський Комуністичний газетно-журнальний, Київський бібліотечний технікуми та Центральні курси керівних кадрів народної освіти при Наркоматі освіти УРСР. Пізніше працював у Київському педагогічному інституті на посаді декана педагогічного факультету. Також у 1930-тих роках закінчив аспірантуру при Українському науково-дослідному інституті педагогіки.
Після початку Німецько-радянської війни, Федір Ковпик був призваний до лав Червоної армії. Був відправлений навчатися до Вищого військово-педагогічного інституту. По закінченню інституту, був відправлений у діючу армію, де займався агітаційно-пропагандистською роботою. Служив у складі 253-ї стрілецької Калінковицької дивізії, мав військове звання капітана. У січні 1944 року, під час Калинковицько-Мозирської операції, проявив себе як мужнього агітатора, який підтримував бойовий дух солдат на передовій. За що був нагороджений медаллю за «За бойові заслуги». Наступного разу агітатор Ковпик відзначився 13 липня 1944 року, під час боїв за село Лемешів, поблизу міста Горохів, за що був нагороджений орденом Червоної зірки. Другий свій орден Червоної зірки Ковпик отримав за роботу у госпіталі для легко поранених № 4431 160-го польового евакуаційного пункту 3-ї гвардійської армії протягом 1944—1945 років.

### Харківський державний бібліотечний інститут
Після війни був демобілізований, 14 жовтня 1947 року очолив відновлений Харківський державний бібліотечний інститут. Займався відновленням інституту попри тяжкий матеріальний стан. Через відсутність в інституту власного гуртожитку, Федор Ковпик жив у флігелі який розміщувався у дворі закладу.
Одним з пріоритетних завдань, яке вирішував директор, було «кадрове питання». В інститут вдалося запросити багато спеціалістів бібліотечної справи, зокрема А. А. Аннушкіна, Є. М. Борисову, Р. Б. Гуревич, М. О. Габель, І. Я. Каганова, Є. П. Тамма, Н. Я. Фрідьєву. Також у виші працювали на погодинній оплаті викладачі з Харківського державного університету та Харківського педагогічного інституту. Особливістю кадрової політики Ковпика було те, що він охоче брав людей з «темними плямами» у біографії та не дав в інституті провести масові звільнення під час боротьби з «безрідними космополітами» та «українськими буржуазними націоналістами». Як підкреслювали дослідниці Раскіна та Козицька, Ковпик «умів цінувати спеціалістів та створював їм умови для успішної роботи».
Завдяки роботі з випускниками середніх шкіл, вдалося значно підвищити кількість вступників. Так у 1948/1949 навчальному році на стаціонарі навчалося 540 студентів, а у 1950/1951 році вже 1036. У 1948 році була запроваджена науково-практична конференція для викладачів, яка згодом стала щорічною. Також проводилися наукові студентські конференції, а автори кращих робіт відзначалися на міських оглядах. Під час керівництва Ковпика, в інституті відкрився факультет культосвітроботи, який виявився перспективним. Сам директор у 1951 році очолив кафедру культурно-освітньої роботи та педагогіки.
Директор приділяв багато уваги успішності навчання та дисципліні серед студентів. Також займався організацією, визначенням змісту та задачами виробничої практики. Завдяки його діяльності у 1948/1949 навчальному році, вперше в інституті, була організована виїздна практика до обласних бібліотек республіки. В результаті чого, студенти не лише отримували практичний досвід, але і допомагали у відновленні бібліотек.
У листопаді 1952 року залишив посаду директора і продовжив працювати завідувачем кафедри культурно-освітньої роботи та педагогіки. Наступного року залишив цю посаду і протягом 1953—1956 років обіймав посаду декана факультету дитячих та юнацьких бібліотек. У 1962 році очолив кафедру педагогіки та психології, з 1964 року працював старшим викладачем цієї ж кафедри. У 1967 році Федір Ковпик був нагороджений знаком Міністерства культури СРСР «За відмінну роботу», а через два роки він пішов на пенсію.
Федір Ковпик помер у 1970 році.
Колеги характеризували Федора Ковпика як м'яку, доброзичливу, чуйну та порядну людину. Доброго товариша, який любив свою справу та був сміливим і далекоглядним у питанні підбору працівників.

## Науковий доробок
Федір Ковпик займався дослідженнями у галузі макаренкознавства, цій тематиці, окрім численних статей та доповідей на конференціях, він присвятив свою кандидатську дисертацію, яка залишилася незахищеною.
Наукові праці:
- Естетика праці в творах А. С. Макаренка // Радянська школа 1959. N 6. C. 69-72.
- Основи естетичних поглядів А. С. Макаренка // Наукова конференція, присвячена XXI з'їздові КПРС: [Тези доп.] / Харк. держ. бібл. ін-т. Х., 1959. С. 77-79.
- А. С. Макаренко як організатор художнього виховання в дитячому колективі // Конференція, присвячена підсумкам наукової роботи за 1959 рік (4-6 лютого 1960 р.): [Тези доп.] / Харк. держ. бібл. ін-т. Х., 1960. С. 83-87.
- А. С. Макаренко — організатор культосвітньої роботи // V звітно-наукова конференція: Підсумки наук. роботи за 1960 р. (7-10 лют. 1961 р.): Прогр. і тези доп. / Харк. держ. бібл. ін-т. Х., 1961. С. 46-48.
- А. С. Макаренко про естетичне виховання: Лекція для студ. по курсу «Історія педагогіки» / Харк. держ. бібл. ін-т. Х., 1961. 34 с.
- Естетика дисципліни в педагогічній спадщині А. С. Макаренка // Радянська школа 1961. N 4. С. 21-25.
- А. С. Макаренко про естетику дисципліни в дитячому колективі // Наук. зап. / Харк. держ. бібл. ін-т. Х., 1962. Вип. 6: Питання історії культосвітньої роботи. С. 171—189.
- Н. К. Крупська — видатний радянський педагог // XIII звітно-наукова конференція, присвячена 100-річчю з дня народження Н. К. Крупської: Підсумки наук. роботи за 1968 р. (20, 21, 22 лют. 1969 р.): Прогр. і тези доп. / Харк. держ. ін-т культури. Х., 1969. С. 51-54.

## Нагороди
- орден Червоної зірки (17.08.1944, 16.06.1945)[1][5]
- медаль «За бойові заслуги» (26.03.1944)[4]
- медаль «За перемогу над Німеччиною у Великій Вітчизняній війні 1941—1945 рр.» (09.05.1945)[7]
- знак Міністерства культури СРСР «За відмінну роботу» (1967)[6]